# Mag (powieść Johna Fowlesa)
Mag (ang. The Magus) – pierwsza powieść angielskiego pisarza Johna Fowlesa, ale wydana jako druga, po sukcesie powieści Kolekcjoner. Opowiada ona historię młodego nauczyciela, który podczas kryzysu tożsamości przybywa jako nauczyciel angielskiego na grecką wyspę, gdzie spotyka go seria niecodziennych zdarzeń. Historia oparta jest na doświadczeniach autora, który przebywał jako nauczyciel języka angielskiego na greckiej wyspie Spetsai. Pierwsze angielskie wydanie tej książki miało miejsce w 1965 roku, a drugie, zmienione, w 1977. Książka osiągnęła wielki sukces z powodu nowej fali zainteresowania psychoanalizą oraz mistyką. Uważana jest za największe osiągnięcie literackie Fowlesa.
Bohaterem powieści jest absolwent Oksfordu Nicholas Urfe, młody nauczyciel języka angielskiego. Początkowo uczy w Anglii, jednak po roku postanawia wyjechać z kraju i uczyć gdzieś poza jego granicami. Podczas pobytu w Londynie spotyka Australijkę Alison, w której zakochuje się z wzajemnością, jednak egoistycznie postanawia rozstać się z dziewczyną, by móc wyjechać. Przez pierwszy semestr nauki Nicholas przeżywa załamanie nerwowe i kryzys tożsamości. Nabawia się również syfilisu. Całość zdarzeń doprowadza go do próby samobójczej. Zwrotem w książce i w życiu bohatera jest nieprzypadkowe spotkanie z Maurice’em Conchisem – odludkiem samotnie zamieszkującym połowę wyspy – posądzanym o kolaborację z nazistami podczas wojny. Conchis okazuje się jednak interesującym i zagadkowym towarzyszem. Nicholas zauważa, że Conchis ukrywa przed nim wiele rzeczy. Stwierdza też, że zaczyna uczestniczyć w psychologicznej grze. Zapomina o obowiązkach i innych sprawach – całkowicie poddaje się roli, jaką odgrywa.